# دكتاتورية
الدِّكْتَاتُورِيَّةُ أو الديكتاتورية شكل من أشكال الحكم المطلق حيث تكون سلطات الحكم محصورة في شخص واحد كالملكية أو مجموعة معينة كحزب سياسي أو دكتاتورية عسكرية. لفظ دكتاتورية مشتقة من الفعل اللاتيني «dictātus» (دِكْتَاتُس) بمعنى أملى وفرض وأمر. وللدكتاتورية أنواع حسب درجة القسوة فالأنظمة ذات المجتمعات المغلقة التي لا تسمح لأي أحزاب سياسية ولا أي نوع من المعارضة وتعمل جاهدة لتنظيم كل مظاهر الحياة الاجتماعية والثقافية وتضع معاييرا للأخلاق وفق توجهات الحزب أو الفرد الحاكم تسمى أنظمة شمولية مثل ألمانيا النازية والاتحاد السوفياتي وإيطاليا الفاشية ويمكن اعتبارها نسخة متطرفة من السلطوية حيث أن الأنظمة السلطوية لا تتحكم في المنظومة الاقتصادية والاجتماعية للبلد من الناحية النظرية على الأقل. الأنظمة السلطوية بشكل أدق هي الأنظمة التي لا تحكم وفق أيدولوجية سياسية محددة، وتعد في أكثر الأحيان درجة الفساد فيها أعلى من تلك الشمولية.

## التاريخ

### ما بين الحربين العالميتين
ظهرت في تلك الفترة عدد من الأنظمة السياسية التي وصفت من قبل أصحاب الفكر الليبرالي بالدكتاتورية مثل الأنظمة الفاشية في إيطاليا الفاشية والنازية في ألمانيا النازية والنظام الشيوعي في الاتحاد السوفيتي السابق، حيث اتسمت تلك الأنظمة حسب الليبراليين بسمات الدكتاتورية مثل نظام الحزب الواحد، تعبئة الجماهير بأيدولوجيا النظام الحاكم، السيطرة على وسائل الإعلام وتحويلها إلى بوق للدعاية لصالح النظام، توجيه النشاط الاقتصادي والاجتماعي للجماهير توجهاً أيدولوجياً لصالح النظام الحاكم والاستخدام التعسفي لقوة الأجهزة الأمنية من أجل ترويع المواطنين.

### ما بعد الحرب العالمية الثانية
يرى أصحاب الفكر الليبرالي أن الدكتاتورية فيما بعد انتهاء الحرب العالمية الثانية أصبحت ملمحاً بارزاً في العديد من دول العالم الثالث حديثة الاستقلال والتي غلب على أشكال الحكم في معظمها الطابع العسكري كما أن الدول ذات أنظمة الحكم الشيوعية والاشتراكية اعتبرت دكتاتوريات أيضا من وجهة نظر الليبراليين. وقد احتجوا في ذلك لغياب الاستقرار السياسي عن الكثير من هذه الدول وشيوع الانقلابات العسكرية والاضطرابات السياسية فيها فضلاً عن ظهور مشكلات تتعلق بمسألة الخلافة على السلطة.

## أنماط الدكتاتورية
1. الدكتاتورية الفردية. وتكون بتسلط فرد على مقومات الدولة تسلطاً شاملاً معتمداً على القوة العسكرية التي للدولة. ويقصد بالمقومات (الأرض، الثروة، الشعب، الحكم)، وغالباً ما يتصور الدكتاتور نفسه هنا بأن له صلة روحية بالله الذي يلهمه ما يجب أن يفعل، أو أنه يتصور نفسه أنه هو الإله، ولذا يحيط نفسه بهالة من الحصانة والعصمة.
2. الدكتاتورية الجماعية. وتكون بتسلط جماعة على مقومات الدولة.

وكلا النوعين السابقين يكون في الدولة ذات طابع الملكية المطلقة، أو الدولة ذات طابع الجمهورية. وتختلف فيه الدولة الملكية عن الجمهورية بفرض قدسية الأسرة الحاكمة على الشعب وادعاء الحصانة المطلقة لها.
والطبيعة الاجتماعية للدكتاتورية تظهر في المجتمعات المتخلفة والمتقدمة أيضاً، إلا أن في المجتمعات المتخلفة يتحمل المجتمع أكبر قدر من صناعة ذلك الاستبداد نتيجة التقوقع الاجتماعي والتعصب العشائري والقبلي. أما في المجتمعات المتقدمة فيحدث الطغيان والاستبداد الواعي بأسباب عديدة، منها: غياب الوعي الجماعي عن السلطة الفوقية، وتحول المجتمع إلى آلة عمل متناسقة ومتناغمة للعيش وإشباع الغرائز فقط، ففي المجتمعات المتقدمة يكون الاستبداد فكري وليس عملي، فهو لا يقتل الإنسان ويحفر مقابر جماعية، بل يقتل الروحية المتحركة والفكر المتطور بحجج وأساليب خفية تسبق الزمن الاني (مستقبلية)، وهناك نموذج آخر للدكتاتورية يشترك في صنعها الفرد والمجتمع هذا النموذج موجود حالياً في الدول والأنظمة الشرقية وبعض الدول النامية إذ يعمل الحاكم الفرد أو الحزب والمجموعة الحاكمة على فصل شخصية الحاكم وصفته وامتيازاته عن طبيعية المجتمع بالتقديس عندها لا يستطيع المجتمع أن ينهض من سباته الاجتماعي ولا الحكام يتركون الكراسي والعروش.

## بعض سمات الدكتاتور والدكتاتورية
1. قمع الشعب في الداخل، وشن الحروب على الجوار.
2. تشكيل الشعب بقالب معين، وتدجينه وفق أيدلوجية معينة.
3. استغلال الدين لتثبيت حكمه.
4. بناء جهاز استخباراتي قوي ونشيط يتخلل الشعب.
5. التضييق على الصحافة وتوجيه الإعلام لنشر أفكار معينة بهدف السيطرة والتغلغل والهيمنة على الشعوب.
6. إهمال التعليم وقد يُغض النظر عن أنشطة فساد في الدوائر الحكومية لأهداف معينة.

## مضادات الدكتاتورية
1. وجود دستور محكم وشامل للدولة.
2. وجود الانتخابات في الدولة تكون انتخابات نزيهة يختار الشعب ممثليه بحرية كامله.
3. تكون مؤسسات الدولة مستقله استقلالاً كاملاً.
4. تثقيف الشعب وإطلاق حرية التعليم والتعبير.

## الدكتاتوريات اليوم

وحدة الاستخبارات الاقتصادية خريطة مؤشر الديمقراطية لعام 2012، وفيها الدول ذات اللون الأكثر خضرة تمثل الدول الأكثر ديمقراطية. البلدان التي تسجل نتائج أدنى من 2 حسب مؤشر الديمقراطية (هي بوضوح دول سلطوية)وتظهر باللون الأحمر الداكن.

لا تزال في يومنا كثير من الأنظمة الاستبدادية أو الدكتاتورية. فنجد في معظمها أنظمة الحزب الواحد المغلقة إلى بقية العالم مثل كوريا الشمالية أو بورما أو أكثر انفتاحا تجاريا مثل الصين ونجد أيضا معظم الأنظمة الملكية العربية
لكي نرتب أسوأ الدكتاتوريات حاليا في العالم يجب أن نستند إلى مؤشرات مختلفة مثل احترام حقوق الإنسان، استقلال القضاء، احترام حرية التعبير، احترام حرية الصحافة، احترام حرية الاعتقاد ، احترام العملية الانتخابية والتعددية...
انّ ترجيح هذه المؤشرات وفقا للأهمية الّتي نعطيهم تأدي إلى تصنيف مختلفة وفقا للمنظمات المستقلة الّتي تقوم بها.
فمثلا مؤشر الديمقراطية تصنيف عام 2011 هو مؤشر أعدته وحدة الاستخبارات الاقتصادية (تتبع قطاع الأعمال الخاصة) لقياس حالة الديمقراطية في 167 بلداً،. وتستند وحدة الاستخبارات الاقتصادية في مؤشر الديمقراطية على 60 مؤشر مجمعين في خمس فئات مختلفة : العملية الانتخابية والتعددية والحريات المدنية وأداء الحكومة، والمشاركة السياسية والثقافة السياسية.
فالنتيجة هي هذا الترتيب لأسفل الجدول:
| الرتبة | الدول                       | النقاط | تصنيف النظام | النوع الاسمى للحكومة                                            |
| ------ | --------------------------- | ------ | ------------ | --------------------------------------------------------------- |
| 116    | مدغشقر                      | 3.93   | نظام سلطوي   | نظام رئاسي                                                      |
| 117    | روسيا                       | 3.92   | نظام سلطوي   | فيدرالية، نظام شبه رئاسي، برلمان من مجلسين                      |
| 118    | الأردن                      | 3.89   | نظام سلطوي   | ملكية دستورية                                                   |
| 119    | نيجيريا                     | 3.83   | نظام سلطوي   | فيدرالية، نظام رئاسي                                            |
| 119    | المغرب                      | 3.83   | نظام سلطوي   | ملكية دستورية                                                   |
| 121    | إثيوبيا                     | 3.79   | نظام سلطوي   | فيدرالية، جمهورية برلمانية                                      |
| 122    | الكويت                      | 3.74   | نظام سلطوي   | ملكية دستورية                                                   |
| 123    | فيجي                        | 3.67   | نظام سلطوي   | جمهورية برلمانية معينة بواسطة المؤسسة العسكرية                  |
| 124    | بوركينا فاسو                | 3.59   | نظام سلطوي   | نظام شبه رئاسي، جمهورية                                         |
| 125    | ليبيا                       | 3.55   | نظام سلطوي   | جمهورية برلمانية مؤقته                                          |
| 126    | كوبا                        | 3.52   | نظام سلطوي   | جمهورية اشتراكية، نظام الحزب الواحد، دولة شيوعية                |
| 126    | جزر القمر                   | 3.52   | نظام سلطوي   | جمهورية فيدرالية                                                |
| 128    | الغابون                     | 3.48   | نظام سلطوي   | جمهورية                                                         |
| 129    | توغو                        | 3.45   | نظام سلطوي   | جمهورية                                                         |
| 130    | الجزائر                     | 3.44   | نظام سلطوي   | نظام شبه رئاسي، جمهورية                                         |
| 131    | الكاميرون                   | 3.41   | نظام سلطوي   | جمهورية                                                         |
| 132    | غامبيا                      | 3.38   | نظام سلطوي   | جمهورية                                                         |
| 133    | أنغولا                      | 3.32   | نظام سلطوي   | نظام رئاسي                                                      |
| 134    | عمان                        | 3.26   | نظام سلطوي   | ملكية مطلقة إسلامية                                             |
| 134    | إسواتيني                    | 3.26   | نظام سلطوي   | ملكية مطلقة                                                     |
| 136    | رواندا                      | 3.25   | نظام سلطوي   | جمهورية                                                         |
| 137    | كازاخستان                   | 3.24   | نظام سلطوي   | نظام رئاسي                                                      |
| 138    | قطر                         | 3.18   | نظام سلطوي   | ملكية دستورية                                                   |
| 139    | بيلاروس                     | 3.16   | نظام سلطوي   | نظام رئاسي                                                      |
| 140    | أذربيجان                    | 3.15   | نظام سلطوي   | نظام رئاسي                                                      |
| 141    | الصين                       | 3.14   | نظام سلطوي   | الدكتاتورية الشعبية الديمقراطية، نظام الحزب الواحد، دولة شيوعية |
| 142    | ساحل العاج                  | 3.08   | نظام سلطوي   | نظام شبه رئاسي، جمهورية                                         |
| 143    | فيتنام                      | 2.96   | نظام سلطوي   | جمهورية اشتراكية، نظام الحزب الواحد دولة شيوعية                 |
| 144    | البحرين                     | 2.92   | نظام سلطوي   | ملكية دستورية                                                   |
| 145    | الكونغو                     | 2.89   | نظام سلطوي   | جمهورية                                                         |
| 146    | غينيا                       | 2.79   | نظام سلطوي   | مجلس عسكري                                                      |
| 147    | زيمبابوي                    | 2.68   | نظام سلطوي   | نظام شبه رئاسي، نظام برلماني، توافقية، جمهورية                  |
| 147    | جيبوتي                      | 2.68   | نظام سلطوي   | نظام شبه رئاسي جمهورية                                          |
| 149    | الإمارات العربية المتحدة    | 2.58   | نظام سلطوي   | فيدرالية، ملكية دستورية                                         |
| 150    | اليمن                       | 2.57   | نظام سلطوي   | جمهورية                                                         |
| 151    | طاجيكستان                   | 2.51   | نظام سلطوي   | نظام رئاسي                                                      |
| 152    | أفغانستان                   | 2.48   | نظام سلطوي   | جمهورية إسلامية                                                 |
| 153    | السودان                     | 2.38   | نظام سلطوي   | فيدرالية، نظام رئاسي، جمهورية                                   |
| 154    | إرتريا                      | 2.34   | نظام سلطوي   | نظام شبه رئاسي جمهورية                                          |
| 155    | جمهورية الكونغو الديمقراطية | 2.15   | نظام سلطوي   | نظام شبه رئاسي جمهورية                                          |
| 156    | لاوس                        | 2.10   | نظام سلطوي   | جمهورية اشتراكية، نظام الحزب الواحد دولة شيوعية                 |
| 157    | غينيا بيساو                 | 1.99   | نظام سلطوي   | نظام شبه رئاسي، جمهورية                                         |
| 158    | سوريا                       | 1.99   | نظام سلطوي   | نظام رئاسي، نظام الحزب الواحد، جمهورية                          |
| 159    | إيران                       | 1.98   | نظام سلطوي   | جمهورية إسلامية                                                 |
| 160    | جمهورية إفريقيا الوسطى      | 1.82   | نظام سلطوي   | جمهورية                                                         |
| 161    | السعودية                    | 1.77   | نظام سلطوي   | ملكية مطلقةإسلامية                                              |
| 161    | غينيا الاستوائية            | 1.77   | نظام سلطوي   | رئاسي جمهوري                                                    |
| 161    | بورما                       | 1.77   | نظام سلطوي   | جمهورية رئاسية مركزية                                           |
| 164    | أوزبكستان                   | 1.74   | نظام سلطوي   | جمهورية رئاسية                                                  |
| 165    | تركمانستان                  | 1.72   | نظام سلطوي   | جمهورية رئاسية، دولة الحزب الواحد                               |
| 166    | تشاد                        | 1.52   | نظام سلطوي   | جمهورية                                                         |
| 167    | كوريا الشمالية              | 1.08   | نظام سلطوي   | زوتشية، دولة مركزية، دولة الحزب الواحد.                         |

وإذا أخذنا تقرير منظمة العفو الدولية لعام 2012 الّذي يعطينا صورة لحالة حقوق الإنسان في العالم عام 2012 نجد فيه تقرير لكل بلد.
و إذا أخذنا تصنيف مراسلون بلا حدود العالمي لحرية الصحافة 2013
نلاحظ إن البلدان الديمقراطية تشغل القسم العلوي من التصنيف ففي المرتبة الأولى  فنلندا، المرتبة الثانية  هولندا، المرتبة الثالثة  النرويج و في آخر القائمة نجد العشر البلدان التالية:
| الرتبة | الدول          |
| ------ | -------------- |
| 169    | اليمن          |
| 170    | السودان        |
| 171    | كوبا           |
| 172    | فيتنام         |
| 173    | الصين          |
| 174    | إيران          |
| 175    | الصومال        |
| 176    | سوريا          |
| 177    | تركمانستان     |
| 178    | كوريا الشمالية |
| 179    | إرتريا         |